# 黒江美咲
黒江 美咲（くろえ みさき、1990年6月14日 - ）は、日本のタレント、ラジオパーソナリティ。愛知県安城市出身・在住。日本大学芸術学部放送学科卒業。

## 出演

### 現在
2021年10月現在
FM AICHI
- Monthly album Recommend（2015年4月 - 2016年6月、2016年12月 - 、月-金 5:00 - 6:00）
- サウンド・ステップス（2016年12月 - 、土 15:55 - 16:00）
- FROM STUDIO ONE（2014年10月 - [注釈 1] ）
- FRIDAY MAGIC[1]（2020年4月 - 、金 12:00 - 14:55→11:30 ‐ 14:55）

### 過去
- LAWSON presents HappyTalkLounge（FM AICHI 2015年2月 - 5月、土 18:30 - 18:55）
- グッデイ!（FM AICHI 2014年4月 - 2015年3月、月-金 7:30 - 8:54）
- Happy Hour（ラジオNIKKEI RN2）
- クラスタ（ラヂオつくば）
- muse beat（@FM 2015年4月 - 2019年3月28日、毎週月曜 - 木曜[注釈 2] 11:30 - 13:00）
- 黒江美咲のふらっと街巡り（@FM 2017年1月 - 2018年12月、日 10:55 - 11:00→木曜muse beat内コーナー）
- アスナル金山 presents SOLIDEMO×アスナルトレジャー（@FM 2018年4月 - 2019年10月、金 20:30 - 21:00[注釈 3][注釈 4]）
- TS ONE J-BREAK（TOKYO FM 毎週水曜 21:30 - 21:55、2019年4月3日 - 9月25日）
- GAGA Friday（FM AICHI 2019年4月 - 2020年3月、金 12:00 - 14:40）
- GOOD DAY（FM-FUJI 毎週月曜 10:00 - 15:49、2019年4月1日 - 2021年3月29日）
- simple style -オヒルノオト- (JFNC 毎週水曜・木曜担当 11:30 - 12:55、2019年10月2日 - 2021年9月30日)